# Vasalja
Vasalja là một thị trấn thuộc hạt Vas, Hungary. Thị trấn này có diện tích 11,24 km², dân số năm 2010 là 320 người, mật độ 28 người/km².